# Stactobia froki
Stactobia froki är en nattsländeart som beskrevs av Schmid 1983. Stactobia froki ingår i släktet Stactobia och familjen smånattsländor. Inga underarter finns listade i Catalogue of Life.